# Gornji Rogolji
Gornji Rogolji es una aldea de Croacia en el ejido del municipio de Okučani, condado de Brod-Posavina.

## Geografía
Gornji Rogolji se encuentra en el municipio de Okučani, en el condado de Brod-Posavina, en las alturas Psunj, a una altitud de 252 metros sobre el nivel del mar. Según el informe del censo de 2021, había 15 habitantes.
Está a 146 km de la capital croata, Zagreb.

## Demografía
En el censo 2021 el total de población de la localidad de Donji Rogolji fue de 15 habitantes.